# Kendrick Smithyman
William Kendrick Smithyman (* 9. Oktober 1922; † 28. Dezember 1995) war einer der produktivsten und bekanntesten neuseeländischen Dichter des 20. Jahrhunderts. Zudem war er als Literaturhistoriker und -kritiker sowie als Hochschullehrer und Mitarbeiter von Kultursendungen im neuseeländischen Rundfunk tätig.

## Kindheit und Jugend
Smithyman wurde in der Holzfällerstadt Te Kōpuru am Wairoa River in der Nähe von Dargaville in der Northland Region im äußersten Norden Neuseelands geboren. Er war das einzige Kind von William (‚Bill‘) Kendrick Smithyman, einem Einwanderer aus England und ehemaligem Soldaten, der sowohl im Zweiten Burenkrieg als auch im Ersten Weltkrieg gekämpft hatte und radikale politische Sympathien hatte. Seine Mutter Annie Lavinia Evans stammte aus Christchurch.
Während Smithymans Jugend wohnte die Familie an verschiedenen Orten in Auckland und Aucklands näherer Umgebung, bevor sie sich in der Boscawen Avenue in Point Chevalier niederließ, wo der Junge unermüdlich las und die Point Chevalier Primary School besuchte. Dort wurde er auch ein lebenslanger Freund des späteren Dichters und Historikers Keith Sinclair. Smithyman besuchte darauf das Seddon Memorial Technical College (1935–1939) und das Auckland Teachers’ Training College (1940–1941), an dem er ein Lehrerzertifikat erwarb. An dieser Hochschule wurden seine ersten Geschichten und Gedichte in der College-Zeitschrift ‘Manuka’ veröffentlicht, herausgegeben von Robert William Lowry, der später der erste Verleger von Smithyman wurde.
Im Zweiten Weltkrieg diente Smithyman in der Artillerie der neuseeländischen Armee als Kanonier, später als Quartiermeister in der Royal New Zealand Air Force. Seinen Dienst in den Streitkräften verbrachte er vor allem in Neuseeland selbst; er war jedoch 1945 für einige Zeit auf der entlegenen Norfolk Island stationiert, was ihn zu einer Reihe von Gedichten anregte, die später in der neuseeländischen Literaturzeitschrift Landfall und danach in Allen Curnows bahnbrechender Anthologie ‘Book of New Zealand Verse 1923–1950’ (1951) veröffentlicht wurden.

## Karriere und Werk
Ab 1944 erschienen Smithymans Gedichte regelmäßig in Zeitschriften in Neuseeland, Australien, Großbritannien und den Vereinigten Staaten und begründeten schnell seinen Ruf als einer der führenden Dichter der neuseeländischen Nachkriegsgeneration. Auch später wurde Smithymans Poesie in praktisch allen bedeutenden Anthologien neuseeländischer Dichtung publiziert. Smithyman war früh mit anderen Aucklander Schriftstellern wie Robert Chapman, Maurice Duggan und Keith Sinclair verbunden, die sich gegenseitig anregten und durch Kritik und Editionshilfe unterstützten.
Im August 1946 heiratete Smithyman in Auckland die Dichterin Mary Isobel Stanley (geb. Neal; 1919–1980), deren erster Ehemann im Krieg gefallen war. Das Paar hatte drei Söhne. Smithyman widmete ihr seine ersten Bücher, ‘Seven Sonnets’ (1946) und ‘The Blind Mountain & Other Poems’ (1950). 1949 zog das Paar nach Pine Island (heute bekannt als Herald Island) im Waitematā Harbour. Beide Dichter schrieben über diese Zeit auf der Insel, wo sie in einer abgelegenen Umgebung lebten, die nur mit dem Boot erreichbar war. Von 1946 bis 1963 war Smithyman Primar- und Mittelstufenlehrer an verschiedenen Schulen im Raum Auckland, wo er sich auf das Unterrichten von Kindern mit Lernschwierigkeiten spezialisierte. In Vorträgen und Artikeln forderte er eine Sonderpädagogik für psychisch beeinträchtigte, aber auch leistungsstarke Kinder und die Ausbildung von Sonderpädagogen. Smithyman besuchte auch das Auckland University College als Teilzeitstudent, erwarb dort jedoch keinen Abschluss. Als das Bildungsministerium ihm eine Beurlaubung für die Arbeit an einem literaturkritischen Buch verweigerte, legte er 1963 seine Lehrerstelle nieder und nahm im selben Jahr eine Dozentenstelle für Englisch an der University of Auckland an. Von 1964 bis 1965 redigierte und moderierte er auch die Radiosendung ‘Perspective: A Program of Critical Writing’.
Der vielbelesene Smithyman verarbeitete eine breite poetische Rezeptionspalette in seiner Lyrik, insbesondere die anglo-amerikanische Moderne der Nachkriegszeit. Beeinflusst wurde er u. a. von den englischen Dichtern T. S. Eliot, W. H. Auden, Dylan Thomas und den Amerikanern John Crowe Ransom, Allen Tate, Robert Lowell und Marianne Moore. Smithyman begeisterte sich auch für englische Dichter des 17. Jahrhunderts insbesondere für John Donne. Smithyman vermied lange einige der Hauptbeschäftigungen älterer neuseeländischer Dichter, insbesondere das Schreiben über Landschafts- und Kolonialgeschichte. In den 1960er Jahren schrieb er ironische, antiromantische Liebesgedichte von großer syntaktischer Komplexität, dichter Argumentation und unterschiedlichster literaturgeschichtlicher Anspielungen. „[Seine] Poesie war vor allem akademisch. Laut Ian Richards war Smithymans Vers "berüchtigt für seine komplexe Sprache und viele verborgene Anspielungen.“ Ein großer Teil der Gedichte aus dieser Zeit wurden schließlich in den Sammelwerken ‘Inheritance’ (1962) und ‘Flying to Palmerston’ (1968) publiziert.
Von 1966 bis 1987 war Smithyman Senior Tutor für Englisch an der University of Auckland. Insbesondere mit dem Werk ‘A Way of Saying: A Study of New Zealand Poetry’ (1965) beschäftigte er sich aus als Rezensent und Literaturtheoretiker mit der Ästhetik und Praxis von zeitgenössischen Dichtern, deren Werk häufig auch in der Tradition des gelehrten Dichters (poeta doctus) stand, (darunter MK Joseph, Keith Sinclair, Mary Stanley, CK Stead und das spätere Werk von Allen Curnow). Das Buch gab zugleich auch Einblicke in Smithymans eigene Sichtweise und Gedichte. Laut Peter Simpson „[analysierte] dieses eigenwillige Buch – die erste umfassende Studie zu diesem Thema – … die romantische Zugehörigkeit früherer neuseeländischer Dichter und wies auf subtile regionale Unterschiede (insbesondere von Dichtern aus Auckland- und Wellington) in seiner eigenen Generation hin.“
Viele von Smithymans Gedichten, die zum Ende der 1960er Jahre entstanden, wurden durch seine Reisen beeinflusst. 1969 verbrachte er sechs Monate als Gastwissenschaftler für Commonwealth-Literatur an der University of Leeds und schrieb eine Vielzahl von Texten, die durch seine Erfahrungen in Großbritannien und Nordamerika angeregt wurden. 1970  kehrte er nach Neuseeland zurück, was ihn inspirierte, sich erneut intensiv mit dem Land seiner Herkunft zu befassen. Etliche Gedichte dieser Phase wurden in den Sammlungen ‘Earthquake weather’ (1972), ‘The seal in the dolphin pool’ (1974), and ‘Dwarf with a billiard cue’ (1978) veröffentlicht. Häufig beschäftigten sich die Gedichte dieser Anthologien mit der Landschaft seiner Kindheit, dem Northland. Zu diesen viel bewunderten und häufig anthologisierten Gedichten gehören ‘An ordinary day beyond Kaitaia’, ‘Tomarata’, and ‘Reading the maps: an academic exercise’ (dt. ungefähr ‘Ein gewöhnlicher Tag jenseits von Kaitaia’, ‘Tomarata’ und ‘Kartenlesen: eine akademische Übung’)

## Das Spätwerk
1980 starb Smithymans erste Frau nach langer Krankheit und am 27. Januar 1981 heiratete er in Auckland Margaret Ann Edgcumbe, eine Universitätsdozentin. In diesem Jahr nahm er auch am Harbourfront Literaturfestival in Toronto teil; die kanadische Reise inspirierte ihn zu einer Reihe weiterer Gedichte. 1986 wurde ihm von der Auckland University ein LittD (Doktor der Literatur) ehrenhalber verliehen und er gewann den New Zealand Book Award für Poesie für ‘Stories about wooden keyboards’ (1985), die dem allgemeinen Lesepublikum eher zugänglich waren als frühere Sammlungen und die auch anekdotische und komische Tendenzen enthielten. Diese entsprachen einem von vielen Zeitgenossen an Smithyman beobachten charakterlichen Grundzug; der Dichter war auch privat ein großer Geschichtenerzähler und besaß Humor. Die leichtere und teils ironisch-heitere Schreibweise setzte sich in anderen späten Texten aus ‘Are you going to the pictures’ (1987) und ‘Auto/biographies’ (1992) fort. Der Überblick über das Gesamtwerk ‘Selected Poems’(1989) enthielt deutliche Überarbeitungen vieler früherer Gedichte.
Neben seiner Tätigkeit als Dichter publizierte Smithyman auch biographische und literaturhistorische Texte und arbeitete als Herausgeber und Kommentator. Hervorzuheben ist seine Herausgeberschaft von Texten William Satchells (‘The Land of the Lost’, 1971) und eine Ausgabe von Kurzgeschichten der englisch-neuseeländischen Autorin Greville Texidor (Unter dem Titel ‘In fifteen minutes you can say a lot’, 1987), die u. a. ihre Erinnerungen an den Spanischen Bürgerkrieg verarbeiten, den Texidor gemeinsam mit ihrem deutschen Lebensgefährten Werner Droescher auf der Seite der Republikanischen Kräfte und der Anarcho-Syndikalisten erlebt hatte.
Smithyman wurde 1990 der Titel eines OBE verliehen. Kurz vor seinem Tod am 28. Dezember 1995 in Takapuna hielt Smithyman eine Lesung seiner Gedichte, die als ‘Closing the chocolate factory’ auf Video aufgezeichnet wurde. Er vollendete auch ‘Atua Wera’ (‘Feuriger Geist’), ein aus 300 Einzelstücken bestehendes Langgedicht, welches das Leben und Werk Penetana Papahurihias (auch bekannt als Te Atua Wera) ins Zentrum stellt, eines bemerkenswerten religiösen Propheten und Häuptlings des Ngāpuhi Māori Stammes aus dem frühen 19. Jahrhundert, für das Smithyman über 20 Jahre lang recherchiert hatte. 1997 wurde ‘Atua Wera’ 1997 posthum veröffentlicht und fand als Smithymans vielleicht eigenständigstes und bestes Werk einen besonderen Platz in der neuseeländischen Lyriklandschaft.

## Veröffentlichte Gedichtausgaben Smitymans (Auswahl)
1946: Seven Sonnets, Auckland: Pelorus Press
1950: The Blind Mountain & Other Poems, Christchurch: Caxton Press
1955: The Gay Trapeze, Wellington: Handcraft Press
1957: The Night Shift: Poems on Aspects of Love, by James K. Baxter, Charles Doyle, Louis Johnson and Kendrick Smithyman, Wellington: Capricorn Press
1962: Inheritance: Poems, Hamilton: Paul’s Book Arcade
1968: Flying to Palmerston, Auckland: Veröffentlicht für die University of Auckland durch Oxford University Press
1972: Earthquake Weather, Auckland: Auckland University Press
1974: The Seal in the Dolphin Pool, Auckland: Auckland University Press
1978: Dwarf with a Billiard Cue, Auckland : Auckland University Press und Oxford University Press
1979: Menu, Departmental Dinner in Honour of Professor S. Musgrove and Professor M.K. Joseph, the Senior Common Room, 30. November 1979
1983: Centennial Poets, Auckland: Mt Pleasant Press, University of Auckland; versammelt Texte von Smithyman, Riemke Ensing, Terry Locke, Mervyn Thompson, Wystan Curnow, Peter Dane
1985: Stories about Wooden Keyboards, Auckland: Auckland University Press und Oxford University Press
1986: An Informal Occasion in the English Department for Peter Dane, Bill Pearson, Karl Stead, 5 December 1986: Three Poems, Auckland: Department of English, University of Auckland
1987: Are You Going to the Pictures, Auckland: Auckland University Press
1989: Kendrick Smithyman: Selected Poems, eingeleitet von Peter Simpson, Auckland: Auckland University Press
1992: Auto/Biographies: Poems 1987–89, Auckland: Auckland University Press
1997: Tomarata, mit einem Nachwort von Peter Simpson, Auckland: Holloway Press; zuerst in: The Seal in the Dolphin Pool. Auckland: Auckland University Press, 1974.
1997: Atua Wera, Auckland: Auckland University Press (nominiert für die engere Wahl der Montana Book Awards 1998)[2]
2002: Last Poems, kommentiert von Peter Simpson; Auckland: Holloway Press
2002: Imperial Vistas Family Fictions, Auckland: Auckland University Press, 134 von 1983–1984 geschriebene, zu Lebenszeiten unveröffentlichte Gedichte
2004: Campana to Montale: Versions from Italian, Auckland: Writers Group
2004: Collected Poems, 1943–1995, hrsg. und kommentiert von Margaret Edgcumbe und Peter Simpson, Auckland: Mudflat Webworks [Elektronische Buchausgabe]

## Herausgeberschaft (Auswahl)
1971: William Satchell, The Land of the Lost, edited and introduced by Kendrick Smithyman, Auckland: Auckland University Press
1985: The New Gramophone Room: Poetry & Fiction, selected by C.K. Stead, Elizabeth Smither, Kendrick Smithyman, Auckland: Department of English, University of Auckland
1985: William Satchell, The Toll of the Bush, Edited and introduced by Kendrick Smithyman, Auckland: Auckland University Press, Oxford University Press
1987: Greville Texidor, In Fifteen Minutes You Can Say a Lot: Selected Fiction, edited and with an introduction by Kendrick Smithyman, Wellington: Victoria University Press